# Håvard isfjordings saga
Håvard isfjordings saga (isl. Hávarðar saga Ísfirðings) är en av islänningasagorna. Handlingen äger rum omkring år 1000 vid Isafjordens innersta ände, vid Drangajökelns fot.

## Handling
Sagan berättar om Håvard, som var en stor viking i sin ungdom. Han sårades i Skottland och har sedan dess gått med hälta. Håvard har en tvist med sin granne Torbjörn. Till följd av denna dödas Håvards son.
Den gamla skröplige Håvard suckar så djupt att alla som hör det skälver när underrättelsen om sonens död kommer. Han själv ligger nerbäddad i tyst och djup undergivenhet och förblir sängliggande i hela tolv månader, tills hans hustru äntligen övertygar honom att resa sig upp och vackla bort till Torbjörns gård för att be om bot för sin sons död. Torbjörn svarar hånfullt att som bot ska han få ett gammalt grått och sårigt ök som länge hade legat och rullat sig ute i gärdet, men som nu ändå kunde stå på benen. Håvard går hem igen och ligger till sängs i ytterligare tolv månader.
På nytt lyckas hustrun övertyga Håvard att stiga upp för att försöka få ut böterna från Torbjörn på tinget. Mäktiga män stöttar honom där, och till sist slår tingsmenigheten ring omkring honom och Torbjörn, som nu ska betala tre hundraden i silver för sonen. Men istället för att betala i silver släpper Torbjörn i Håvards utbredda kappa den tandgård som han hade huggit ur sonen när han dräpt honom.
Då rusar den skröplige Håvard upp, stöter undan den närmaste mannen, hoppar högt över folkmassan och går snabbt sin väg. Sorg och ilska har gett honom styrka och smidighet som hos en ung man. Senare, längs stranden, stöter han på sin fiende igen. Istället för att möta Håvard flyr Torbjörn ut i havet och simmar iväg, men Håvard jagar honom. Torbjörn klättrar upp på en liten ö och plockar upp en stor sten för att kasta mot Håvard som klättrar upp efter honom. Då sägs Håvard ha kommit att tänka på en annan tro han hade hört om när han var ung utomlands, och svär att han kommer att ta denna tro om han lyckas överleva. Torbjörn tappar då den hala stenen på sig själv, och Håvard dräper honom lätt.

## Tillkomst, manuskript och översättning
Sagan har släktskap med den äldre Torbjörns och Håvard den haltes saga, eller Isfjordingasagan (Saga Þorbjarnar ok Hávarðar hins halta; Ísfirðingasaga), som nu är förlorad. I sin nuvarande form är sagan  troligen skriven i början av 1300-talet. Några pergamentshandskrifter existerar inte. Sagan finns upptecknad i pappershandskrifter från 1600-talet. Den trycktes först i Hólar år 1756, där den är en del av samlingen Nockrer Marg-Frooder Søgu-Þætter Islendinga, utgiven av lagman Björn Markússon.
Sagan är översatt till svenska av Åke Ohlmarks (1963).